# Horka (district de Chrudim)
Pour les articles homonymes, voir Horka (homonymie).
Horka est une commune du district de Chrudim, dans la région de Pardubice, en République tchèque. Sa population s'élevait à 417 habitants en 2022.

## Géographie
Horka se trouve à 3 km au sud-ouest du centre de Chrast, à 12 km au sud-est de Chrudim, à 20 km au sud-sud-est de Pardubice et à 108 km à l'est-sud-est de Prague.
La commune est limitée par Chrast au nord et à l'est, par Vrbatův Kostelec et Miřetice au sud, et par Smrček et Zaječice à l'ouest.

## Histoire
La première mention écrite de la localité date de 1452.

## Administration
La commune se compose de quatre sections :
- Hlína
- Horka
- Mezihoří
- Silnice

## Transports
Par la route, Horka se trouve à 2 km de Chrast, à 13 km de Chrudim, à 23 km de Pardubice et à 142 km de Prague. 